# Meillac
Meillac település Franciaországban, Ille-et-Vilaine megyében. Lakosainak száma 1975 fő (2022. január 1.). Meillac Bonnemain, La Chapelle-aux-Filtzméens, Combourg, Pleugueneuc és Mesnil-Roc'h községekkel határos.

## Népesség
A település népességének változása:
| Lakosok száma | 1424 | 1357 | 1380 | 1568 | 1767 | 1806 | 1848 | 1918 | 1936 | 1975 |
|               | 1968 | 1982 | 1990 | 2006 | 2013 | 2015 | 2017 | 2019 | 2020 | 2022 |